# Поет (фільм)
«Поет» — радянський художній фільм режисера Бориса Барнета, знятий на кіностудії «Мосфільм» в 1956 році за сценарієм Валентина Катаєва.

## Сюжет
У портовому місті під час Громадянської війни влаштовуються поетичні вечори, на яких виступають два місцевих поети-лірики: Тарасов (Сергій Дворецький) і Орловський (Всеволод Ларіонов). Пізніше Орловський стане учасником білого руху, а Тарасов опиниться на боці червоних.

## У ролях
- Микола Крючков — матрос Царьов
- Ізольда Ізвицька — Ольга Данилова
- Сергій Дворецький — поет Микола Тарасов
- Зоя Федорова — Тарасова
- Йосип Колін — аптекар Гуральник
- Ольга Вікландт — Соня Гуральник
- Петро Алейников — солдат Стьопа
- Всеволод Ларіонов — поет Орловський
- Георгій Георгіу — батько Орловського
- Іван Коваль-Самборський — полковник Андрій Васильович Селіванов
- Віра Алтайська — друкарка
- Петро Берьозов — художник-кубіст
- Валентин Гафт — Андре
- Тетяна Гурецька — більшовичка
- Рина Зелена — поетеса
- Ірина Шаляпіна-Бакшеєва — сусідка Тарасових, Майя Генріхівна
- Григорій Шпігель — французький лейтенант
- Еммануїл Геллер — культпрацівник
- Микола Новлянський — художник
- Георгій Віцин — антрепренер
- Євген Моргунов — глядач
- Олександр Лебедєв — глядач
- Віктор Селезньов — глядач
- Валентина Телегіна — санітарка, тітка Дуся
- Ніна Дорошина — епізод

## Знімальна група
- Режисер — Борис Барнет
- Сценарист — Валентин Катаєв
- Оператор — Володимир Ніколаєв
- Композитор — Володимир Юровський
- Художник — Леван Шенгелія